# Liste des intendants de la généralité d'Orléans
La généralité d'Orléans est la circonscription des intendants de l'Orléanais, leur siège est Orléans.
Les intendants de police, justice et finances sont créés en 1635 par un édit de Louis XIII, à la demande de Richelieu pour mieux contrôler l'administration locale.

## Liste des intendants de la généralité d'Orléans
| Date                           | Nom |
| ------------------------------ | --- |
| janvier 1637 - août 1637       | Claude Gobelin ( -1666) seigneur d'Aunoy conseiller au parlement de Paris en 1622, maître des Requêtes en 1632, intendant dans les armées d'Allemagne puis de Picardie, en 1636, intendant d'armées, puis conseiller d'État en 1662 |
| janvier 1639 - décembre 1640   | Jean-Jacques Renouard de Villayer comte de Villayer |
| 1642 - 1648                    | Jean de Bragelongue (1606-après 1648) conseiller au Grand Conseil en 1634, adjoint à Jean d'Estampes de Valençay, intendant de Tours, en 1634, maître des requêtes en décembre 1637, il résigne sa charge en 1648 pour aller «aux Indes» et périt dans un naufrage devant La Rochelle |
| mars 1652 - juillet 1652       | François Le Gras ( -1652) seigneur de Luart conseiller au Grand Conseil, maître des Requêtes le 22 janvier 1636, intendant «en la province du Maine» en 1636, il est blessé mortellement à l'hôtel de ville de Paris le 4 juillet 1652 |
| 6 octobre 1658 - 1664          | Bernard de Fortia IV (1624-1694) seigneur du Plessis-Cléreau, du Plessis-Fromentières conseiller au parlement de Rouen en 1642, maître des Requêtes le 7 juin 1649, intendant de Poitiers et intendant de La Rochelle (1653-1658), intendant d'Orléans et intendant de Bourges, intendant de Riom (1664-1669) puis commissaire de la chambre ardente de l'Arsenal en 1679 |
| 1664 - décembre 1665           | Jacques Barrin (1614-1683) marquis de La Galissonnière conseiller au parlement de Metz en 1633, avocat général au Grand Conseil en 1634, maître des Requêtes le 31 octobre 1639, intendant de Bourges (1642-1647), puis intendant de Rouen (1665-1672), conseiller d'État en 1672 |
| décembre 1665 - mars 1667      | Antoine d'Aubray (1633-17 juin 1670) comte d'Offémont conseiller au parlement de Paris en 1653, maître des Requêtes le 13 octobre 1660, lieutenant civil en succession de son père empoisonné par sa fille, la marquise de Brinvilliers, il meurt empoisonné par sa sœur |
| mars 1667 - septembre 1669     | Louis de Machault (janvier 1623-12 février 1695) seigneur de Soisy conseiller au Châtlet le 12 août 1642, conseiller au Grand Conseil la 10 septembre 1644, maître des Requêtes le 30 décembre 1649, intendant à Montauban (1655-1656), intendant d'Amiens (1665-1666), intendant de Châlons, puis intendant à Soissons (1669-1682), maître des requêtes honoraire le 17 août 1671 |
| septembre 1669 - novembre 1673 | Arnoul Marin (1630-1699) seigneur de La Chataigneraie conseiller au parlement de Metz en 1652, maître des Requêtes le 11 juin 1667, puis premier président du parlement d'Aix (1674-1690) |
| janvier 1674 - janvier 1681    | Jean-Jacques Charron de Ménars (1644-1718) marquis de Ménars conseiller au parlement de Paris en 1667, maître des Requêtes le 17 février 1674, puis intendant à Paris (1681-1690), président à mortier du parlement de Paris en 1691 |
| janvier 1681 - 4 mars 1686     | Louis Bazin de Bezons ( -9 août 1700) seigneur de Bezons il a été auparavant conseiller au parlement de Metz en 1665, puis de Paris en 1668, maître des Requêtes le 22 février 1674, rapporteur de la chambre ardente dans l'affaire des poisons, commissaire pour les affaires des aides en 1677-1678, intendant de Limoges (1678-1681), puis intendant de Bordeaux (1686-1700) |
| 7 mars 1686 - 18 mai 1686      | Antoine Barillon de Morangis ( -18 mai 1686) seigneur de Morangis, seigneur de Louans et de Montigny, marié à Catherine Boucherat, fille de Louis Boucherat, chancelier de France conseiller au parlement de Paris, maître des Requêtes le 12 mai 1672, intendant de Metz (1674-1677), intendant d'Alençon (1677-1682), intendant de Caen (1682-1686) |
| 23 mai 1686 - 17 janvier 1694  | Jean de Creil de Bournezeau (1644-1709) marquis de Creil-Bournezeau Conseiller au Châtelet, conseiller au parlement de Paris,reçu le 4 septembre 1671 ; maître des Requêtes, reçu le 6 janvier 1676, intendant de Moulins (1684-1686), puis conseiller d'État en 1694 |
| 20 janvier 1694 - 18 juin 1709 | Michel-André Jubert de Bouville (1645-1720) seigneur de Bouville, marquis de Bizy, marquis de Clere-Panisseuse, marié à Nicole-Françoise Desmarets, fille de Jean Desmarets et de Marie Colbert, sœur de Nicolas Desmarets (1648-1721), nièce de Jean-Baptiste Colbert et tante du maréchal de Maillebois, père de Louis-Guillaume Jubert de Bouville, intendant à Alençon en 1708, puis intendant d'Orléans avocat général en la cour des Aides de Paris le 5 avril 1664, maître des Requêtes le 20 mars 1674, intendant de Limoges (1676-1678), intendant de Moulins (1678-1682), intendant d'Alençon (1682-1689), à nouveau intendant de Limoges (1689-1694), puis conseiller d'État en octobre 1696 |
| 15 août 1709 - 21 avril 1713   | Yves Marie de La Bourdonnaye (1653-1726) seigneur de Couëtion, marquis de La Bourdonnaye conseiller au parlement de Rennes en 1677, maître des Requêtes en 1699, intendant de Poitiers (1689-1695), intendant de Rouen (1695-1700), intendant de Bordeaux (1700-1709) puis conseiller d'État en 1712 |
| avril 1713 - août 1731         | Louis-Guillaume Jubert de Bouville (1673-20 mai 1741) marquis de Clere-Panisseuse, seigneur de Saint-Martin-aux-Buneaux et de Vinemerville, fils de Michel-André Jubert de Bouville, intendant d'Orléans en 1694 conseiller en la Cour des Aides le 13 décembre 1699, maître des Requêtes le 15 février 1703, intendant d'Alençon (1708-1713), puis conseiller d'État en 1731 |
| août 1731 - 26 février 1740    | François de Baussan (1675-26 février 1740) seigneur de Richegrou maître des Requêtes en 1711, intendant de Poitiers (1728-1731), mort subitement au cours d'un voyage à Paris |
| avril 1740 - août 1747         | Pierre Pajot de Nozereau (1691-1772) seigneur de Nozereau reçu substitut du procureur général du parlement de Paris le 27 juillet 1711, conseiller au même parlement le 17 mars 1713, en la deuxième chambre des enquêtes, maître des Requêtes le 15 juin 1719, intendant de Limoges en 1724, intendant de Montauban en 1726, conseiller d'État en 1747 |
| août 1747 - septembre 1760     | Charles-Amable-Honoré Barentin (1703-1762) seigneur d'Hardivilliers conseiller au parlement de Paris en 1724, maître des Requêtes en 1731, intendant de La Rochelle en 1736, conseiller d'État en 1760 |
| septembre 1760 - janvier 1787  | Jean-François-Claude Perrin (1727-1789) seigneur de Cypierre, Volesvre, Masoncle et Chevagny, achète la seigneurie de Chevilly en 1763, crée baronnie en 1764 avocat au parlement de Paris, conseiller au Grand Conseil en 1747, maître des Requêtes en 1749, président du Grand Conseil, puis conseiller d'État en 1787 |
| janvier 1787 - décembre 1789   | Adrien Philibert Perrin de Cypierre de Chevilly (22 janvier 1759-25 mars 1848) baron de Chevilly, fils de Jean-François-Claude Perrin conseiller au parlement de Paris en 1775, maître des Requêtes en 1777, adjoint à son père à l'intendance d'Orléans en 1785 |